# Marius Fabre (tambourinaire)
Pour les articles homonymes, voir Fabre et Marius Fabre.
Marius Fabre (1909-1999), tambourinaire et hautboïste, est principalement connu pour son travail de facteur d'instruments anciens et traditionnels provençaux : galoubets et tambourins.
Il vit à Barjols jusqu'en 1999.